# Kholard
Kholard (persiska: خلرد) är en ort i Iran.   Den ligger i provinsen Mazandaran, i den norra delen av landet, 200 km öster om huvudstaden Teheran. Kholard ligger 1 377 meter över havet och antalet invånare är 106.
Terrängen runt Kholard är varierad. Runt Kholard är det ganska tätbefolkat, med 111 invånare per kvadratkilometer. Närmaste större samhälle är Kīāsar, 3,2 km nordost om Kholard. Trakten runt Kholard består i huvudsak av gräsmarker.